# Martin Jørgensen
Lars Martin Jørgensen (Aarhus, 6. listopada 1975.) je danski umirovljeni nogometaš i bivši nacionalni reprezentativac. S Danskom je nastupio na tri svjetska (1998., 2002. i 2010.) te dva europska (2000. i 2004.) prvenstva. Za Dansku je odigrao 102 utakmice te je prvi nacionalni reprezentativac koji je nastupio na tri svjetska prvenstva.
Igrač ima mlađeg brata Madsa koji je umirovljeni nogometaš.

## Karijera

### Klupska karijera
Jørgensen je nogomet počeo igrati u juniorima Midtdjursa i AGF-a gdje je ostao primjećen te je od 1991. godine počeo igrati za mlade danske reprezentacije. Za seniorsku momčad je debitirao 1993. te je s njome 1996. osvojio danski kup. Iste godine je osvojio nagradu za najboljeg mladog danskog nogometaša te je za U21 reprezentaciju skupio rekordni 31 nastup.
Budući da mu je ugovor uskoro istjecao, Martin Jørgensen je u travnju 1997. otišao kao slobodni igrač u talijanski Udinese. Već u prvoj sezoni Martin je s klubom osvojio treće mjesto u Serie A. Za Udinese je igrao sedam godina nakon čega ga u kolovozu 2004. kupuje Fiorentina.
Ondje se pokazao ključnom karikom u napadu kluba iz Firence te je postao miljenik navijača. Igrao je na poziciji polušpice dok je 9. prosinca 2009. zabio prvi gol u klupskoj 2:1 pobjedi protiv Liverpoola na Anfieldu. To mu je ujedno bio i prvi gol u Ligi prvaka.
31. siječnja 2010. Jørgensen se odlučio vratiti u domovinu te je potpisao za svoj AGF za nepoznati iznos.

### Reprezentativna karijera
Jørgensen je za Dansku debitirao u ožujku 1998. godine u susretu protiv Škotske. Izbornik Bo Johansson uveo ga je na popis reprezentativaca za Svjetsko prvenstvo 1998. u Francuskoj. Ondje je odigrao svih pet utakmica te je s reprezentacijom stigao do četvrtfinala protiv kasnijeg finalista Brazila.
Johansson ga je uvrstio i na EURO 2000 iako je u tom trenutku bio ozlijeđen dok je Danska na tom turniru ispala kao posljednja u skupini. Nakon tog neuspjeha, novim izbornikom je imenovan Morten Olsen koji je igrača koristio na Svjetskom prvenstvu 2002. i EURU 2004.
Posljednji veliki turnir na kojem je nastupio bilo je Svjetsko prvenstvo 2010. u JAR-u. Nakon što je Danska na Mundijalu doživjela debakl, Jørgensen se odlučio povući iz reprezentacije. Međutim, kako je bio blizu da dosegne jubilarnu stotu utakmicu u nacionalnom dresu, Morten Olsen ga poziva u studenom 2010. Nakon toga je ponovo dobio poziv izbornika i to 6. rujna 2011. za kvalifikacijsku utakmicu protiv Norveške. Posljednju utakmicu za Dansku, Jørgensen je odigrao 15. studenog 2011. protiv Finske nakon čega se u potpunosti povukao iz reprezentacije.

#### Pogodci za reprezentaciju
| #   | Datum               | Mjesto               | Protivnik  | Pogodak | Rezultat | Natjecanje                          |
| --- | ------------------- | -------------------- | ---------- | ------- | -------- | ----------------------------------- |
| 1.  | 3. srpnja 1998.     | Nantes, Francuska    | Brazil     | 1 : 0   | 2 : 3    | Svjetsko prvenstvo u Francuskoj 98' |
| 2.  | 8. rujna 1999.      | Napulj, Italija      | Italija    | 1 : 2   | 3 : 2    | Kvalifikacije za EURO 00'           |
| 3.  | 13. studenog 1999.  | Tel Aviv, Izrael     | Izrael     | 4 : 0   | 5 : 0    | Kvalifikacije za EURO 00'           |
| 4.  | 10. studenog 2001.  | Kopenhagen, Danska   | Nizozemska | 1 : 1   | 1 : 1    | Prijateljska utakmica               |
| 5.  | 11. listopada 2003. | Sarajevo, BiH        | BiH        | 1 : 0   | 1 : 1    | Kvalifikacije za EURO 04'           |
| 6.  | 16. studenog 2003.  | Manchester, Engleska | Engleska   | 1 : 1   | 3 : 2    | Prijateljska utakmica               |
| 7.  | 16. studenog 2003.  | Manchester, Engleska | Engleska   | 2 : 2   | 3 : 2    | Prijateljska utakmica               |
| 8.  | 18. veljače 2004.   | Adana, Turska        | Turska     | 1 : 0   | 1 : 0    | Prijateljska utakmica               |
| 9.  | 4. rujna 2004.      | Kopenhagen, Danska   | Ukrajina   | 1 : 0   | 1 : 1    | Kvalifikacije za SP u Njemačkoj 06' |
| 10. | 9. listopada 2004.  | Tirana, Albanija     | Albanija   | 1 : 0   | 2 : 0    | Kvalifikacije za SP u Njemačkoj 06' |
| 11. | 8. lipnja 2005.     | Kopenhagen, Danska   | Albanija   | 3 : 0   | 3 : 1    | Kvalifikacije za SP u Njemačkoj 06' |
| 12. | 1. rujna 2006.      | Brøndby, Danska      | Portugal   | 3 : 2   | 4 : 2    | Prijateljska utakmica               |

## Osvojeni trofeji

### Klupski trofeji
| Klub    | Trofej        | Godina |
| Danska  | Danska        | Danska |
| ------- | ------------- | ------ |
| AGF     | Danski kup    | 1996.  |
| Italija |               |        |
| Udinese | Intertoto kup | 2000.  |

### Individualni trofeji
| Trofej                        | Godina |
| ----------------------------- | ------ |
| Najbolji danski U21 nogometaš | 1996.  |

## Vanjske poveznice
- National Football Teams.com